# Muzeum Johna Lennona
Muzeum Johna Lennona (anglicky John Lennon Museum, japonsky ジョン・レノン・ミュージアム) bylo muzeum věnující se památce a odkazu zesnulého britského hudebníka Johna Lennona, které se nacházelo v japonském městě Saitama, ve  stejnojmenné prefektuře. Mělo návštěvníkům připomínat jeho hudební kariéru a život a k vidění zde byly především předměty z osobní sbírky Yoko Ono, vdovy po Lennonovi. Muzeum bylo otevřeno 9. října 2000, přesně na 60. výročí narození Johna Lennona. Fungovalo až do 30. září 2010, kdy vypršel kontrakt Yoko Ono s majitelem budovy a posléze bylo uzavřeno.